# Храм Преподобного Антония Великого (Дзержинск)
Храм преподобного Антония Великого — действующий православный храм на северной окраине города Дзержинска, у пересечения Зарёвской объездной и проспекта Чкалова. Входит в состав Воскресенского благочиннического округа Нижегородской и Арзамасской епархии.

## История строительства
В 2006 году был выделен участок земли. 2 ноября 2006 года архиепископ Георгий освятил крест на месте будущего строительства.
Возведение церкви началось в июне 2007 года. Основным спонсором и попечителем строительства был Валерий Артамонов, генеральный директор компании «Тосол-Синтез». В апреле 2009 года в рамках архиерейского визита был заложен алтарь и состоялось освящение престола.
Первым в храме было проведено пасхальное богослужение, которое совершил 4 апреля 2010 года настоятель храма иерей Илья Шитов. На первую Пасхальную вечерню, которая проходила среди установленных в храме строительных лесов, собралось около 50 членов прихода.
24 августа архиепископ Георгий совершил чин освящения крестов.
Храм был освящен архиепископом Нижегородским и Арзамасским Георгием 22 сентября 2010 года. Накануне освящения был завершён четырёхъярусный иконостас, выполненный в академическом стиле мастерами Нижегородской епархии.
14 ноября 2010 года при храме открылась вторая в городе воскресная школа. Первой в 1995 году была открыта школа при Храме Воскресения Христова.

## Настоятели
- 13 марта 2009 года назначен иерей Илья Шитов, который до этого времени был настоятелем Прихода церкви в честь Пресвятой Живоначальной Троицы посёлка Пыра[7].
- С 29 августа 2012 года — иерей Иоанн Сорокин[8].
- С 21 мая 2013 года — иерей Борис Макаренко, позднее протоиерей.